# Lycostomus purpureivestis
Lycostomus purpureivestis is een keversoort uit de familie netschildkevers (Lycidae). De wetenschappelijke naam van de soort werd in 1895 gepubliceerd door Henry Stephen Gorham.